# Самоделкин

Самоделкин из грузинского мультфильма 1962 года «Самоделкин-спортсмен»

Памятник Самоделкину в Парке кованых фигур (Донецк)

Самоделкин — маленький человечек-робот, собранный из деталей. Член Клуба весёлых человечков из журнала «Весёлые картинки». Герой мультфильмов, снятых на киностудиях «Грузия-фильм» и «Союзмультфильм», книг Нины Бенашвили, Юрия Дружкова и его сына Валентина Постникова.

## История
Персонаж впервые появился в мультфильмах, снятых советским художником и режиссёром мультипликационных фильмов Вахтангом Бахтадзе по сценариям Нины Бенашвили. Режиссёр изобразил Самоделкина в виде маленького человечка, собранного из деталей «конструктора», и сделал главным, постоянным героем своих рисованных фильмов. Первый фильм — «Приключения Самоделкина», выпущенный мультипликационной мастерской при киностудии «Грузия-фильм» в 1957 году, и получивший премию на 1-м Всесоюзном кинофестивале в Москве. Второй фильм с этим персонажем, «После гудка», был отмечен дипломом Международного кинофестиваля в Сан-Франциско 1960 года.
По версии, изложенной в биографии Бахтадзе, дело обстояло так:

Фильм «Приключения Самоделкина» был первой совместной работой режиссёра Вахтанга Бахтадзе и сценариста Нины Бенашвили. Их творческое содружество отныне стало постоянным. История кино, привычная к многочисленным союзам актрис и режиссёров, на этот раз обогатилась редким словосочетанием — жена-сценарист. Встреча с «папой Вахто» (так в семейном кругу шутя называют Вахтанга Давидовича) и их металлическим детищем Самоделкиным не была случайной. Будучи профессиональной журналисткой и сотрудничая в журнале «Техника — молодежи», Нина Ивановна Бенашвили не раз задумывалась о маленьком умельце и всезнайке, который мог бы стать забавным участником дискуссий о техническом творчестве молодежи, о будущем науки, о НТР. Она поняла, что лучше всего свой замысел реализует в мультипликации.

Вскоре придуманного Ниной Бенашвили персонажа — маленького робота, собранного из деталек, по имени Самоделкин — решили использовать в популярном детском журнале «Весёлые картинки». Однако визуальный образ решили создать новый, отличный от использованного в грузинских мультфильмах. Классический образ Самоделкина, тиражируемый на протяжении многих десятилетий в журнале «Весёлые картинки», используемый в книгах и мультфильмах, был создан известным художником Анатолием Сазоновым.
В июньском номере «Весёлых картинок» за 1958 год вышел комикс «Рассказ о незнакомом человечке», рассказывающий о том, как в «Клубе весёлых человечков» появился Самоделкин. Художником был указан Анатолий Сазонов, а автором текста — Нина Бенашвили.
Позже Нина Бенашвили выпустила несколько книг о Самоделкине: «Приключения Самоделкина» (1959), «Самоделкин в космосе» (1974) и др.
Практически все члены Клуба веселых человечков были героями литературных произведений, и только двое — Карандаш и Самоделкин — исключительно журнальными и мультипликационными персонажами. В этой связи главный редактор «Весёлых картинок» (и автор Карандаша) известный художник Иван Семёнов предложил написать о них книгу сотруднику журнала Юрию Постникову, писавшему под псевдонимом «Дружков». Они к тому времени много лет работали вместе — именно Юрий Дружков делал литературную основу комиксов про «советского Тинтина» — Петю Рыжика, которые Семенов публиковал в журнале с первого номера.
В 1964 году вышла «правдивая сказка» Юрия Дружкова под названием «Приключения Карандаша и Самоделкина», иллюстрированная Иваном Семёновым. Через 20 лет, в 1984 году, уже после смерти писателя, вышла вторая книга, «Волшебная школа Карандаша и Самоделкина», которую проиллюстрировал Виктор Чижиков.
Сын Юрия Дружкова, писатель Валентин Постников, историю создания Самоделкина описывает следующим образом:

«Мой папа дружил с художником Иваном Семеновым. Они и стали основателями журнала „Веселые картинки“. Писатель и художник вместе работали на подмосковной даче в Раменском, папа предлагал нарисовать то одного героя, то другого. Так они придумали несколько персонажей, а когда показали местным ребятам, тем больше всего понравился человечек с карандашом вместо носа, которым все, что он нарисует, оживает. Дети говорили: „Если бы у меня был волшебный карандаш, я бы нарисовал велосипед или самолёт“. Каждый рассказывал о своей мечте, а один мальчик спросил: „Если Карандаш будет все время рисовать своим носом, он же сточится, и что он тогда будет делать с этим огрызком?“ А папа сказал: „Старик Хоттабыч все время рвет волосы из бороды, а она новая отрастает. Так и у Карандаша нос будет постоянно расти“. А потом появился Самоделкин, который все на свете умеет делать, потому что у него волшебные руки».
— До и после Карандаша и Самоделкина

## Кто сделал Самоделкина
Ответ на этот вопрос содержится в главе первой книги Приключения Карандаша и Самоделкина (1964):

Рядом лежала другая коробка. Эта коробка называлась:
МЕХАНИЧЕСКИЙ КОНСТРУКТОР «МАСТЕР САМОДЕЛКИН».
<…>
Карандаш подошёл к механическому «конструктору», постучал в деревянную крышку и спросил:
— Кто там?
— Это я! Мастер Самоделкин! — послышался ответ. — Помоги мне, пожалуйста, выбраться. Никак не могу!.. — И в коробке что-то как будто загремело и зазвенело.
Тогда Карандаш потянул к себе крышку, отодвинул её и заглянул через край коробки. Среди разных блестящих винтиков и гаек, металлических пластинок, шестерёнок, пружинок и колесиков сидел странный железный человечек. Он выскочил из коробки, как пружинка, закачался на тонких смешных ножках, которые были сделаны из пружинок, и стал разглядывать Карандаша.

Поскольку конструкторы состоят из набора деталей, а коробка была закрытой, пока её не открыл Карандаш, единственным, кто мог сделать Самоделкина, был он сам — ведь кроме него в закрытой коробке никого не было. Следовательно, происхождение имени Самоделкина — от самосоздания, а не от того, что он сам все умеет делать.
В версии Бахтадзе причиной появления Самоделкина стал случайно упавший на конструктор магнит.

В «Самоделкине» всё иначе. Случайное падение магнита собирает в единое целое разрозненные части и детали…
Происходит «чудо» мультипликации — рождается металлический человечек — многообещающая «звезда» грузинского экрана.

## Внешний вид и характер
Внешность Самоделкина в визуальных образах, придуманных В. Бахтадзе и А. Сазоновым, существенно различается: по существу, они состоят из разных наборов деталей.
В фильмах В. Бахтадзе туловище Самоделкина — магнит, его руки — гаечные ключи, ноги — болты, голова — шестерня. Головным убором является полусферическая деталь, напоминающая шапку-сванури.
В варианте Сазонова голова Самоделкина представляет собой болт с закрученной гайкой наверху вместо шапки, вместо носа — винтик, вместо туловища — батарейка (типа «Крона» или, скорее, квадратной на 4,5 вольта, так как роль погон-плечиков играют пластинчатые контакты батарейки), вместо ушей — гайки, вместо ног — пружины (или, скорее, скрученные спиралью электрические провода), а вместо рук — электропровода со штепсельными вилками вместо кистей, на ногах — галоши (возможно, намек на диэлектрические боты и галоши, которые носят электрики).
В первых номерах журнала «Весёлые картинки» Самоделкин был ориентирован больше на мальчиков — учил, как орудовать инструментом, делать самолётики и так далее. Но поскольку журнал был предназначен также и для девочек, Самоделкин стал «осваивать» изготовление вырезных кукол и бумажных одёжек для и другие поделки, которые с удовольствием мастерили бы и девочки. В 1990-х годах и далее, по мере появления компьютеров, Самоделкин стал знатоком компьютеров и компьютерных программ, способным справиться с самым зловредным вирусом.

## Книги о Самоделкине
- Бенашвили Н. Приключения Самоделкина (1959)
- Дружков Ю. Приключения Карандаша и Самоделкина (1964)
- Бенашвили Н. Самоделкин в космосе (1974)
- Дружков Ю. Волшебная школа (1984)

## Мультфильмы
- Приключения Самоделкина (1957)
- После гудка (1959)[7]
- Ровно в три пятнадцать (1959)
- Самоделкин-спортсмен (1962)
- Где я его видел? (1965)
- Светлячок № 8 (1968)
- Самоделкин в космосе (1971)
- Самоделкин под водой (1977)
- Самоделкин на выставке (1980)
- Подарок Самоделкина (1983)
- Весёлые картинки. Фантазия в стиле ретро (1996)